# Ulrika Knutson
Brita Ulrika Knutson, född 8 mars 1957 i Göteborg, är en svensk journalist, författare, programledare och krönikör.

## Biografi
Ulrika Knutson, som växte upp i Kalmar, avlade filosofie kandidatexamen i litteraturvetenskap, estetik, nordiska språk, filmvetenskap och engelska. År 2004–2005 innehade hon en gästprofessur vid journalistik- och mediautbildningen vid Göteborgs universitet. Åren 1993–2002 var hon kulturredaktör på tidningen Månadsjournalen. Hon blev 2009 ordförande för Publicistklubben.
Hon deltog 1998 i TV-programmet På Spåret tillsammans med Lasse Eriksson. De gick till final. 
Knutson är hedersledamot i Kalmar nation i Uppsala och var tidigare medlem i Grupp 8. År 2015 utsågs hon till filosofie  hedersdoktor vid humanistiska fakulteten vid Göteborgs universitet. Sedan 2023 är hon ordförande för Svenska kommittén mot antisemitism. Hon är bosatt i Uppsala.

## Som programledare
- Godmorgon, världen!
- Kulturradion
- Kulturen (TV-program) - 1988
- Filmkrönikan – 1991

## Priser och utmärkelser
- Guldpennan 1997[4]
- Expressens Björn Nilsson-pris 1997
- Stora journalistpriset 2001[5]
- Samfundet De Nios Särskilda pris 2004
- Moa-priset 2005[6]
- Gerard Bonniers stipendium för kulturjournalistik 2005[7]
- Längmanska kulturfondens stora kulturpris 2009[8]
- Jolopriset 2010[9]
- Kalmar kommuns jämställdhetspris 2010[10]
- Karin Gierows pris 2011[11]
- Stora retorikpriset 2015
- Jon-Engströmpriset (Smålands Akademi) 2018
- Uppsala kommuns hedersstipendium 2019
- Lotten von Kræmers pris från Samfundet De Nio 2020
- Stiftelsen Eva Bonniers 70-årsfonds stipendium 2021
- H.M. Konungens medalj av 8:e storleken i Serafimerordens band, 28 januari 2025[12]